# Амарян, Андроник Погосович
Андроник Погосович Амарян — советский хозяйственный, государственный и политический деятель.

## Биография
Родился в 1914 году в Горисе. Член ВКП(б) с 1943 года.
С 1934 года — на хозяйственной, общественной и политической работе. В 1934—1986 годы — инженерно-тенический работник Гинцветмета, главный инженер, директор Щёлковского завода вторичных драгоценных металлов.
Умер в Москве в 1986 году.

## Признание
- Сталинская премия третьей степени (1951) — за разработку и внедрение в производство новой технологии получения вторичных металлов